# بادن (سوئیس)
شهر بادن  در بخش بادن، ارگو در ایالت ارگو در کشور سوئیس واقع شده‌است که ۱۶٬۳۰۰ نفر جمعیت دارد.

## نگارخانه

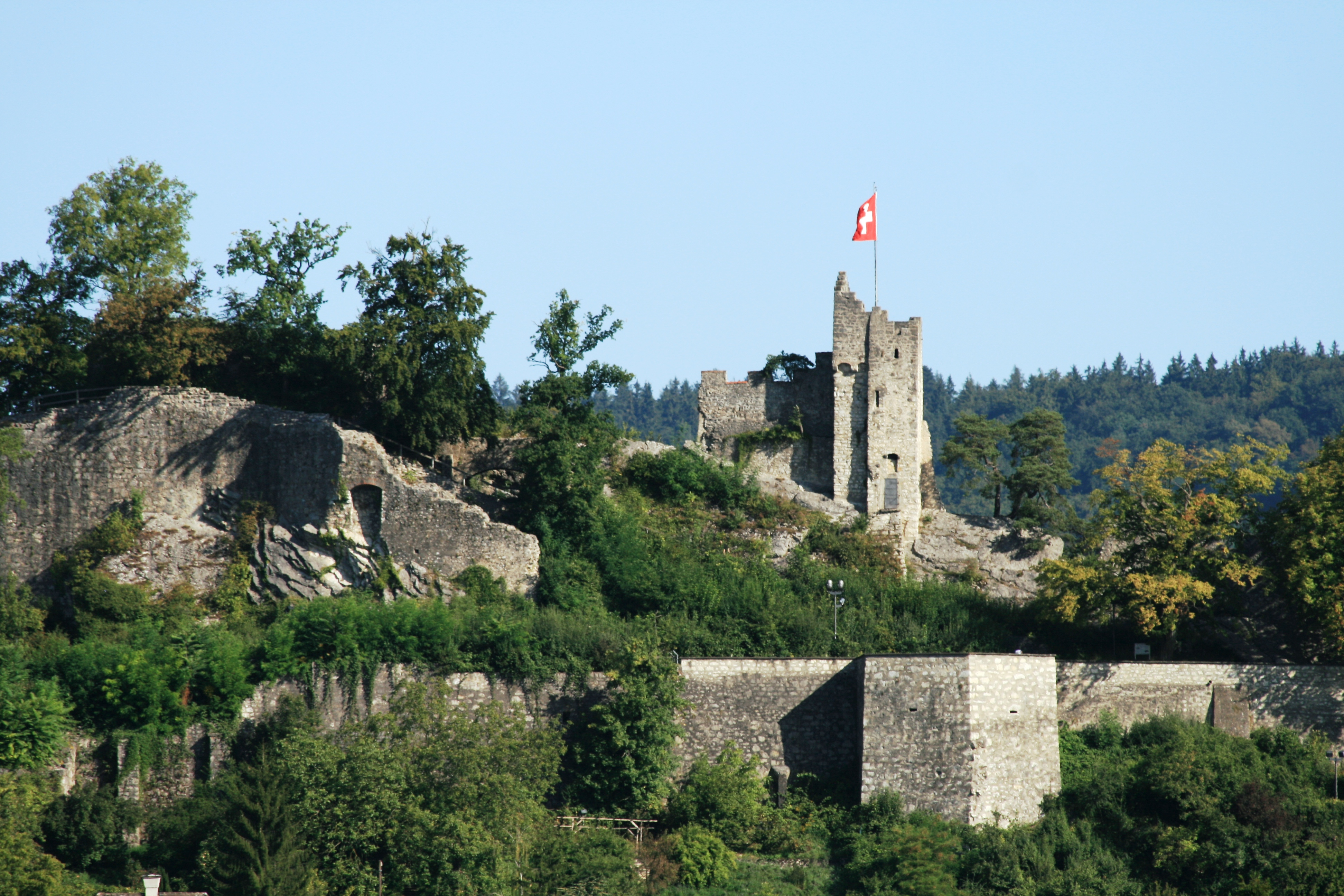
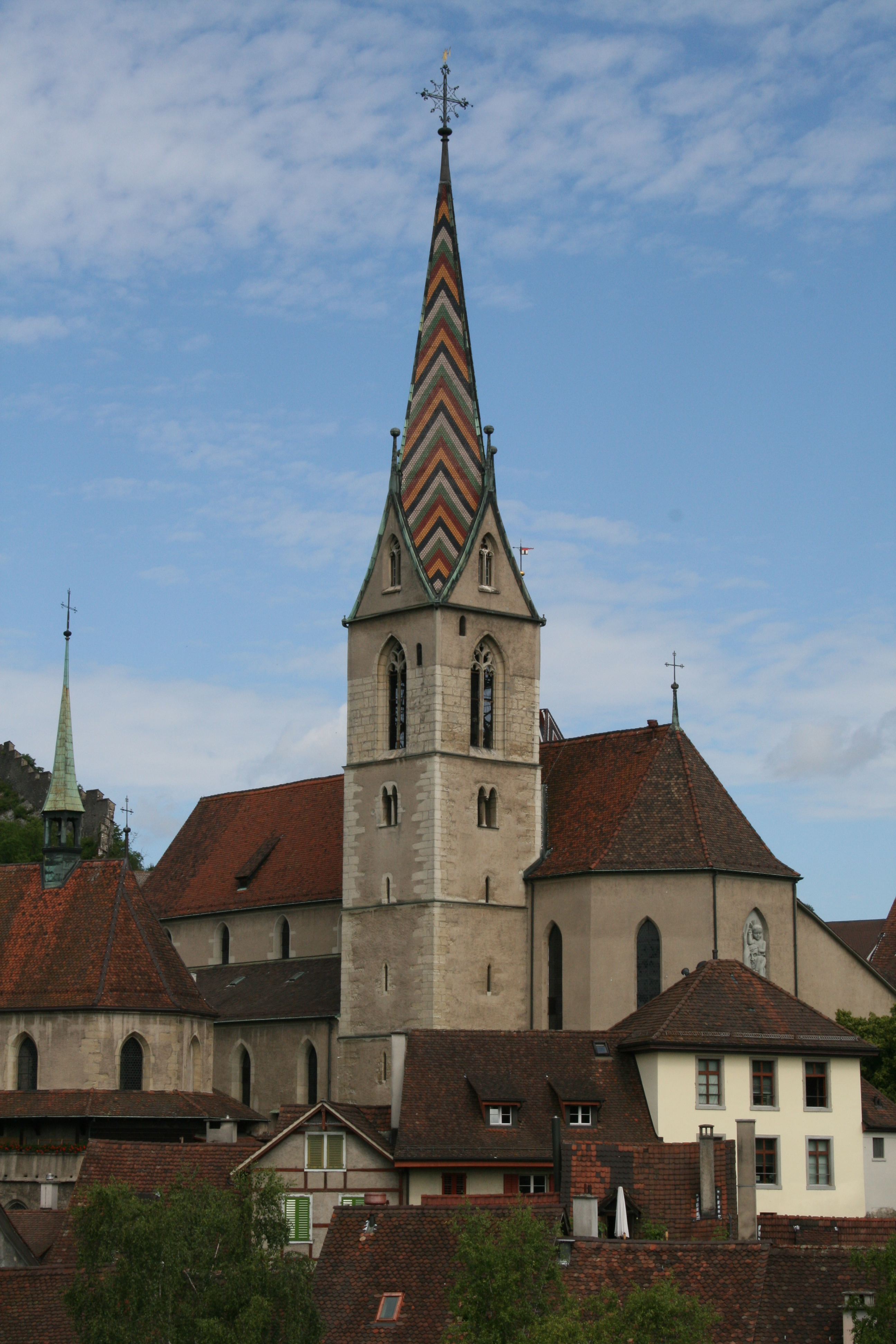
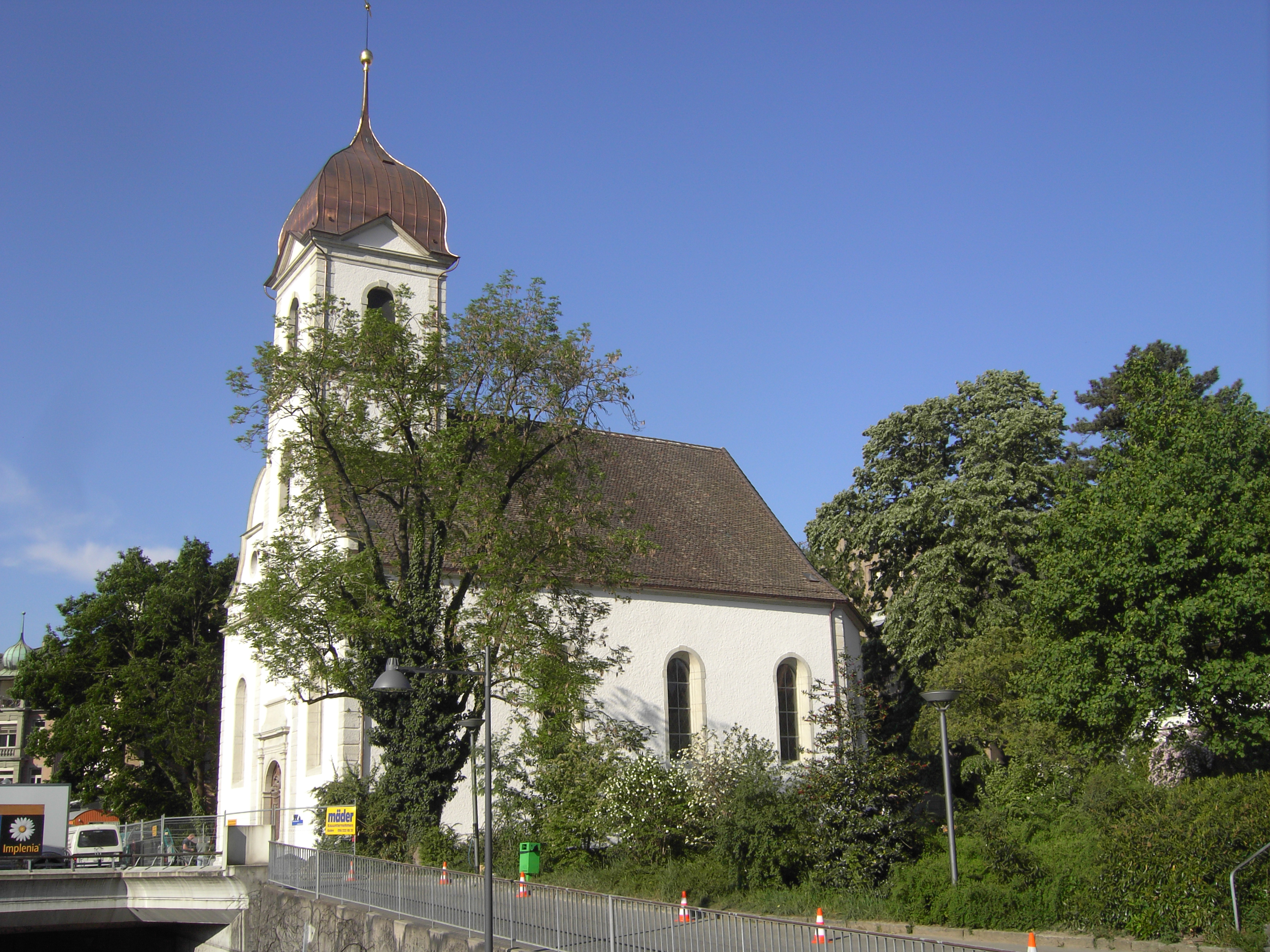
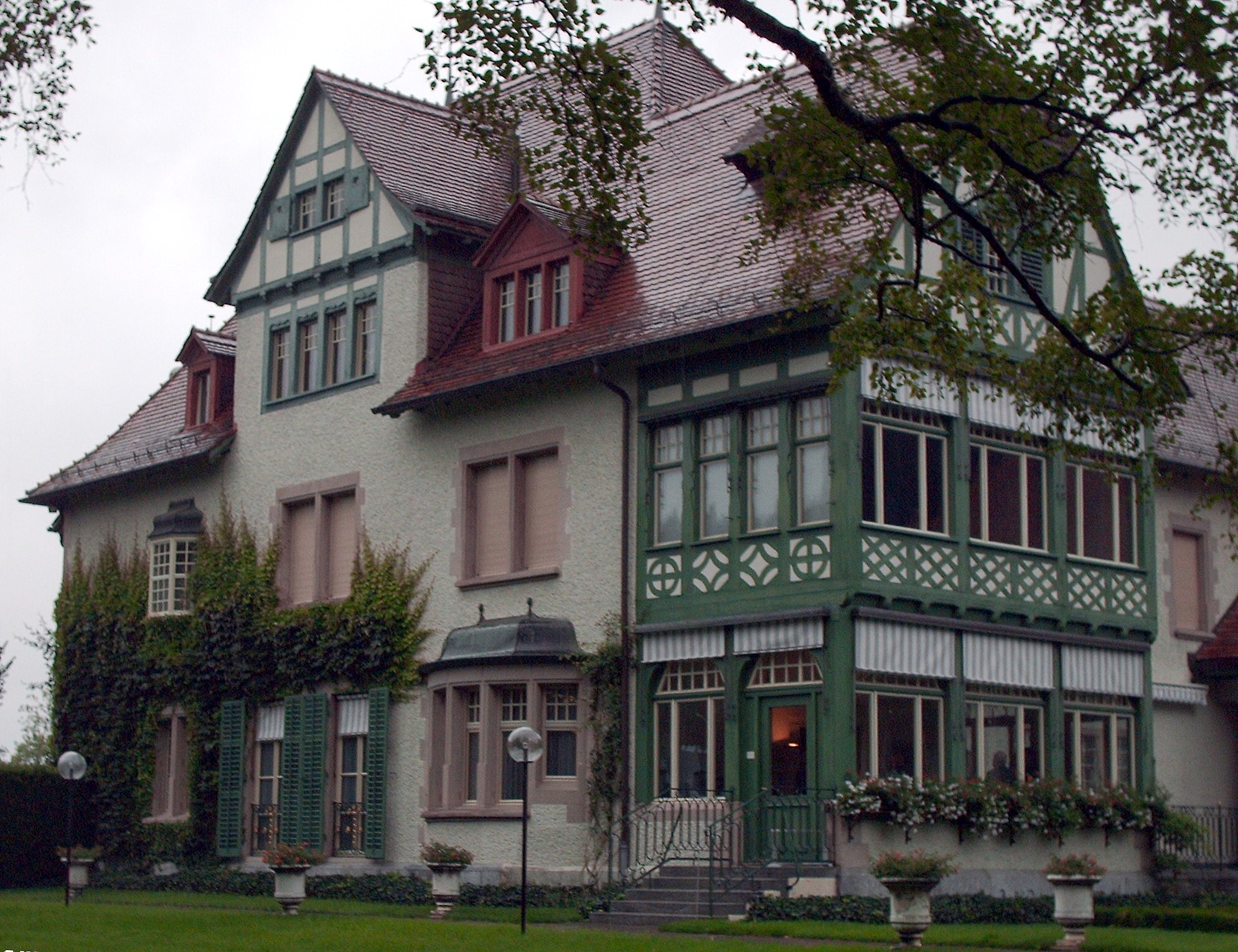
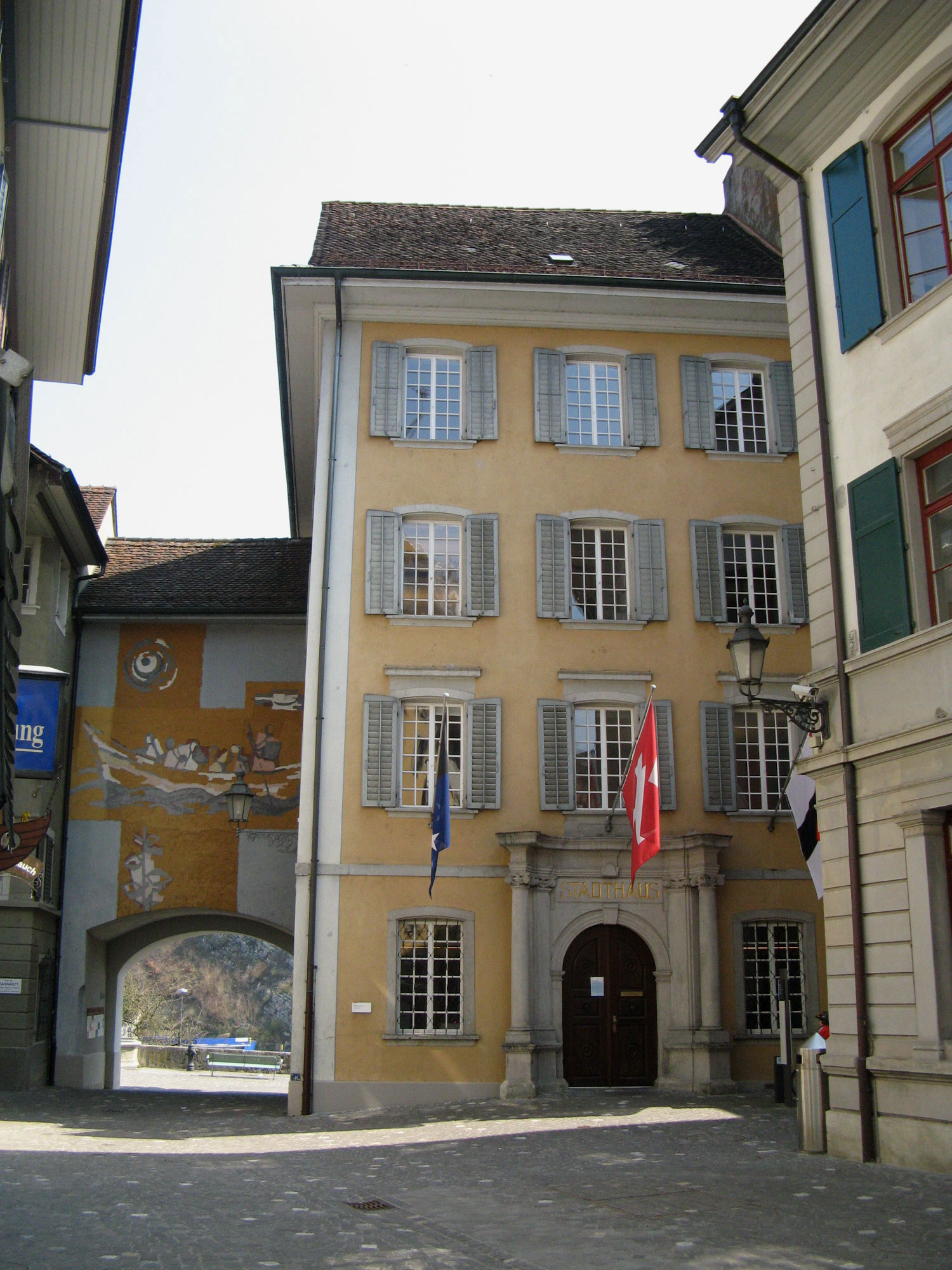
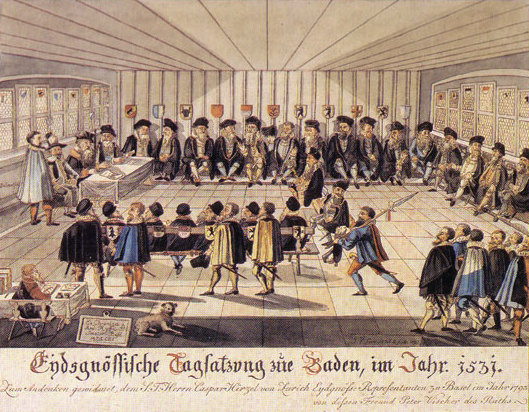
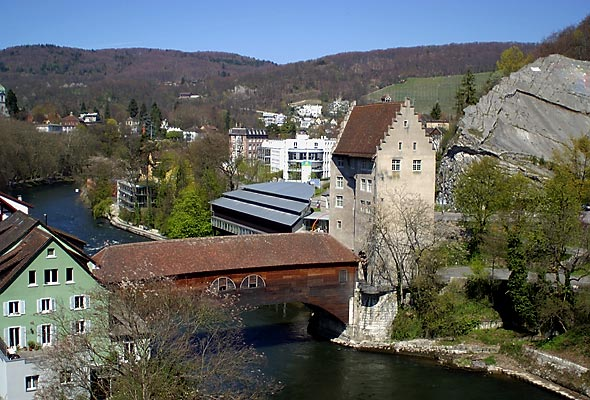
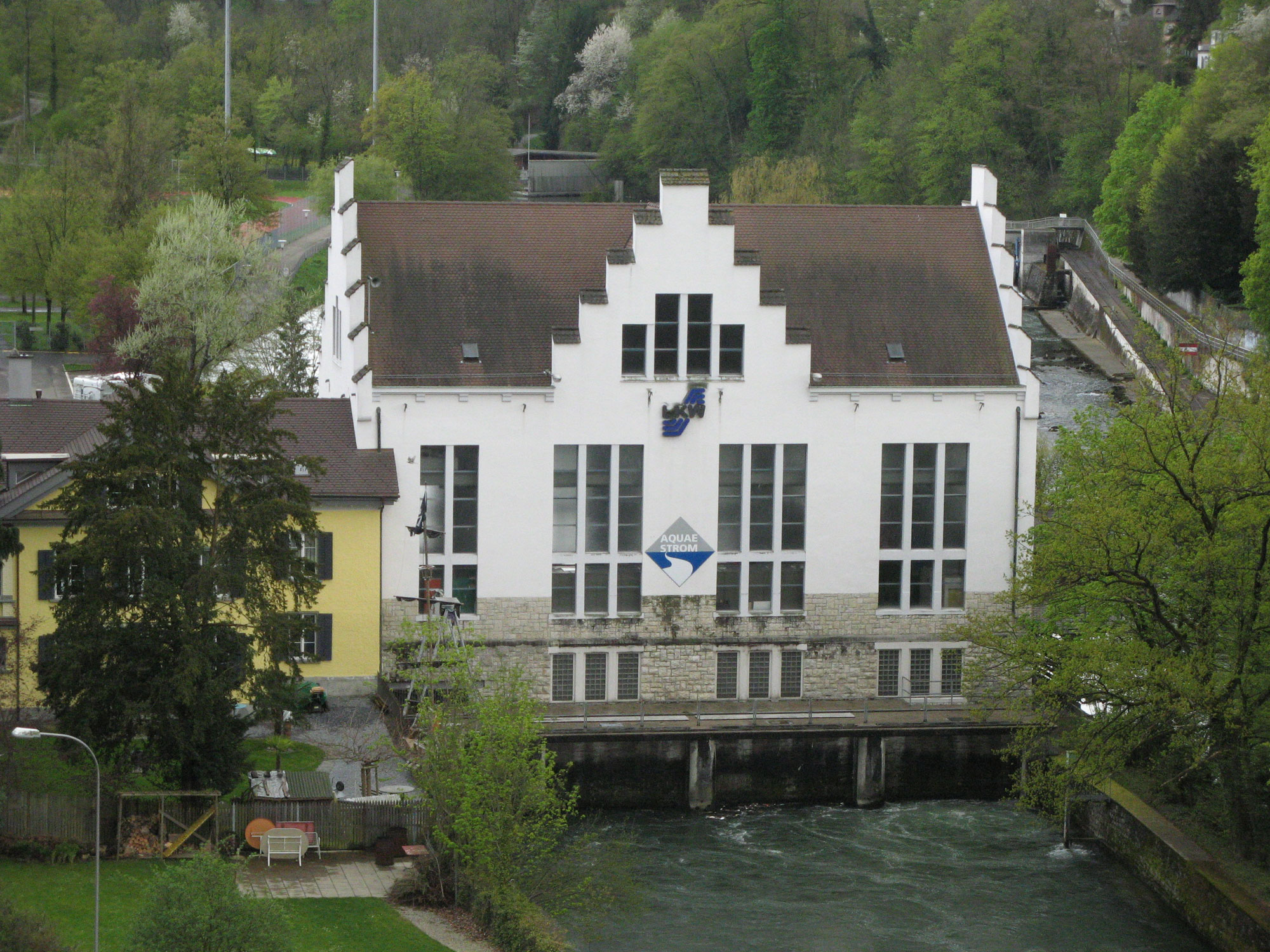